# Estadio Manuel Felipe Carrera
Het Estadio Manuel Felipe Carrera (ook bekend als Estadio El Trébol) is een multifunctioneel stadion in Guatemala-Stad, een stad in Guatemala. 
Het stadion is vernoemd naar Manuel Felipe Carrera. Dat is een Guatemalteekse voetballer  en coach. De bijnaam van het stadion komt van een kruispunt dat dicht bij het stadion ligt en El Trébol wordt genoemd.
Het stadion wordt vooral gebruikt voor voetbalwedstrijden, de voetbalclub CSD Municipal maakte gebruik van dit stadion, meestal om te trainen. Af en toe werd er ook een officiële wedstrijd gespeeld. In het stadion is plaats voor 11.625 toeschouwers. Het stadion werd geopend in juli 1991.
In 2017 bleek na onderzoek uit een rapport dat dit slechts een van de vier stadions in Guatemala is die voldoet aan de criteria van de FIFA. Gekeken is naar de veiligheid en infrastructuur. Uit dat rapport bleek dat Estadio El Trébol veiligheid waarboorgt door het ophangen van onder meer camera's om toezicht te houden en ook de kleedkamers bleken in goede staat.